# خط طول 126° شرق
خط طول 126° شرق هو أحد خطوط الطول الجغرافية، والتي تمتد من القطب الشمالي الجغرافي إلى القطب الجنوبي الجغرافي، وحسب التحويل الزمني يتقدم خط طول 126° شرق عن خط غرينتش بـ8 ساعات و24 دقيقة.

## من القطب إلى القطب
ينطلق خط طول 126° شرق من القطب الشمالي نحو القطب الجنوبي مرورا بالمناطق التي ترد في الجدول التالي:
| الإحداثيات                           | البلد أو الإقليم أو البحر | ملاحظات |
| ------------------------------------ | ------------------------- | --- |
| 90°0′N 126°0′E / 90.000°N 126.000°E  | المحيط المتجمد الشمالي    | |
| 77°41′N 126°0′E / 77.683°N 126.000°E | بحر لابتيف                | |
| 73°31′N 126°0′E / 73.517°N 126.000°E | روسيا                     | ياقوتيا — جزر the نهر لينا و the mainland أوبلاست أمور — من 55°43′N 126°0′E / 55.717°N 126.000°E                                                                                           |
| 52°46′N 126°0′E / 52.767°N 126.000°E | جمهورية الصين الشعبية     | هيلونغجيانغ — لحوالي 10 km |
| 52°40′N 126°0′E / 52.667°N 126.000°E | روسيا                     | Amur Oblast — لحوالي 9 km |
| 52°35′N 126°0′E / 52.583°N 126.000°E | جمهورية الصين الشعبية     | Heilongjiang منغوليا الداخلية — لحوالي 1 km من 50°56′N 126°0′E / 50.933°N 126.000°E Heilongjiang — من 50°55′N 126°0′E / 50.917°N 126.000°E جيلين — من 45°11′N 126°0′E / 45.183°N 126.000°E |
| 40°56′N 126°0′E / 40.933°N 126.000°E | كوريا الشمالية            | لحوالي 2 km |
| 40°55′N 126°0′E / 40.917°N 126.000°E | جمهورية الصين الشعبية     | Jilin — لحوالي 2 km |
| 40°53′N 126°0′E / 40.883°N 126.000°E | كوريا الشمالية            | |
| 37°52′N 126°0′E / 37.867°N 126.000°E | البحر الأصفر              | |
| 34°53′N 126°0′E / 34.883°N 126.000°E | كوريا الجنوبية            | Several جزر Sinan وجندو (محافظة) counties |
| 34°15′N 126°0′E / 34.250°N 126.000°E | البحر الأصفر              | مرورا بغرب the جزيرة جيجو (مقاطعة مستقلة خاصة), كوريا الجنوبية (في 33°17′N 126°9′E / 33.283°N 126.150°E)                                                                                   |
| 33°17′N 126°0′E / 33.283°N 126.000°E | بحر الصين الشرقي          | |
| 25°15′N 126°0′E / 25.250°N 126.000°E | المحيط الهادئ             | بحر الفلبين · — مرورا بشرق Calicoan Island, الفلبين (في 10°56′N 125°50′E / 10.933°N 125.833°E) · — مرورا بشرق Suluan Island, الفلبين (في 10°45′N 125°58′E / 10.750°N 125.967°E)            |
| 9°57′N 126°0′E / 9.950°N 126.000°E   | الفلبين                   | جزر Siargao وMiddle Bucas |
| 9°42′N 126°0′E / 9.700°N 126.000°E   | المحيط الهادئ             | بحر الفلبين |
| 9°18′N 126°0′E / 9.300°N 126.000°E   | الفلبين                   | جزيرة مينداناو |
| 6°54′N 126°0′E / 6.900°N 126.000°E   | Davao Gulf                | |
| 6°12′N 126°0′E / 6.200°N 126.000°E   | المحيط الهادئ             | |
| 3°29′N 126°0′E / 3.483°N 126.000°E   | بحر مالوكا                | |
| 1°48′S 126°0′E / 1.800°S 126.000°E   | إندونيسيا                 | جزيرة جزيرة مانغول |
| 1°54′S 126°0′E / 1.900°S 126.000°E   | بحر سيرام                 | |
| 2°15′S 126°0′E / 2.250°S 126.000°E   | إندونيسيا                 | جزيرة جزيرة سانانا |
| 2°28′S 126°0′E / 2.467°S 126.000°E   | بحر باندا                 | |
| 3°13′S 126°0′E / 3.217°S 126.000°E   | إندونيسيا                 | جزيرة جزيرة بورو — westernmost point |
| 3°18′S 126°0′E / 3.300°S 126.000°E   | بحر باندا                 | |
| 7°40′S 126°0′E / 7.667°S 126.000°E   | إندونيسيا                 | جزيرة جزيرة ويتار |
| 7°54′S 126°0′E / 7.900°S 126.000°E   | بحر باندا                 | |
| 8°30′S 126°0′E / 8.500°S 126.000°E   | تيمور الشرقية             | جزيرة تيمور (جزيرة) |
| 9°6′S 126°0′E / 9.100°S 126.000°E    | بحر تيمور                 | |
| 13°7′S 126°0′E / 13.117°S 126.000°E  | المحيط الهندي             | |
| 14°1′S 126°0′E / 14.017°S 126.000°E  | أستراليا                  | أستراليا الغربية |
| 32°17′S 126°0′E / 32.283°S 126.000°E | المحيط الهندي             | Australian authorities consider this to be part of the المحيط الجنوبي[1][2] |
| 60°0′S 126°0′E / 60.000°S 126.000°E  | المحيط الجنوبي            | |
| 66°17′S 126°0′E / 66.283°S 126.000°E | القارة القطبية الجنوبية   | الإقليم الأسترالي في القارة القطبية الجنوبية، المطالب الإقليمية بالقارة القطبية الجنوبية by أستراليا                                                                                       |